# Двойная ошибка
«Двойна́я оши́бка» (фр. La double méprise) — повесть французского писателя Проспера Мериме, написанная в 1833 году.

## Издание
25 августа 1833 года журнал «Ревю де Пари» печатает четыре главки (VI—IX) нового произведения Мериме — его небольшой повести «Двойная ошибка». Целиком она была издана отдельной книгой в сентябре.
«Двойная ошибка», в основу сюжета которой легли личные наблюдения и переживания автора (в Дарси не без основания видели черты самого писателя), была встречена критикой холодно. Однако писателю, по-видимому, было дорого это произведение: при жизни он переиздал «Двойную ошибку» восемь раз.
На русском языке повесть впервые была напечатана в 1847 году в журнале «Современник».

## Жанровое своеобразие
«Двойную ошибку» иногда называют романом, имея, очевидно, в виду её большие размеры, немалое количество изображённых в ней персонажей и довольно широко развёрнутую картину обстановки, в которой происходят события. Всё же в центре повествования лежит лишь один эпизод. Остальное — предыстория, психологически и социально этот эпизод объясняющая.

## Сюжет
Произведение открывается эпиграфом из испанской народной песни:
Девушка, зеленоглазая,
Более белая и алая, чем цветы!
Коль скоро ты решила полюбить,
то погибай до конца, раз уж ты гибнешь.
Основной эпизод повести — встреча дипломата Дарси с некогда любимой им Жюли де Шаверни, на руку которой он не мог претендовать из-за отсутствия состояния. Несчастная в браке, Жюли бросается в объятия Дарси, думая, что он любит её. Но вскоре она понимает, что обманулась в своём любовном порыве, так как Дарси смотрит на отношения с ней как на очередную интригу с обеих сторон. Дарси видит в ней лишь развращённую даму, искательницу любовных приключений. Не вынося унижения, Жюли погибает.